# Comuni della Repubblica Ceca (Z)
Questa pagina contiene l'elenco dei comuni cechi il cui nome inizia con la lettera Z.
Per ciascun comune sono indicati il distretto e la regione d'appartenenza. I comuni che hanno lo status di città (město) sono indicati in grassetto, quelli che hanno lo status di comune mercato (městys) in corsivo.
| Comune                          | Distretto           | Regione             |
| ------------------------------- | ------------------- | ------------------- |
| Zábeštní Lhota                  | Přerov              | Olomouc             |
| Záblatí (Prachatice)            | Prachatice          | Boemia meridionale  |
| Záblatí (Jindřichův Hradec)     | Jindřichův Hradec   | Boemia meridionale  |
| Záblatí (Vysočina)              | Žďár nad Sázavou    | Vysočina            |
| Záborná                         | Jihlava             | Vysočina            |
| Záboří (Strakonice)             | Strakonice          | Boemia meridionale  |
| Záboří (České Budějovice)       | České Budějovice    | Boemia meridionale  |
| Záboří nad Labem                | Kutná Hora          | Boemia centrale     |
| Zábrdí                          | Prachatice          | Boemia meridionale  |
| Zábrodí                         | Náchod              | Hradec Králové      |
| Zabrušany                       | Teplice             | Ústí nad Labem      |
| Zábřeh                          | Šumperk             | Olomouc             |
| Zábřezí-Řečice                  | Trutnov             | Hradec Králové      |
| Zadní Chodov                    | Tachov              | Plzeň               |
| Zadní Střítež                   | Tábor               | Boemia meridionale  |
| Zadní Třebaň                    | Beroun              | Boemia centrale     |
| Zadní Vydří                     | Jihlava             | Vysočina            |
| Zadní Zhořec                    | Žďár nad Sázavou    | Vysočina            |
| Zádolí                          | Ústí nad Orlicí     | Pardubice           |
| Zádub-Závišín                   | Cheb                | Karlovy Vary        |
| Zádveřice-Raková                | Zlín                | Zlín                |
| Zahájí                          | České Budějovice    | Boemia meridionale  |
| Zahnašovice                     | Kroměříž            | Zlín                |
| Zahorčice                       | Strakonice          | Boemia meridionale  |
| Záhornice                       | Nymburk             | Boemia centrale     |
| Záhorovice                      | Uherské Hradiště    | Zlín                |
| Zahořany (Boemia centrale)      | Praha-západ         | Boemia centrale     |
| Zahořany (Plzeň)                | Domažlice           | Plzeň               |
| Záhoří (Jindřichův Hradec)      | Jindřichův Hradec   | Boemia meridionale  |
| Záhoří (Písek)                  | Písek               | Boemia meridionale  |
| Záhoří (Liberec)                | Semily              | Liberec             |
| Záhoří (Tábor)                  | Tábor               | Boemia meridionale  |
| Zahrádka (Plzeň)                | Plzeň-sever         | Plzeň               |
| Zahrádka (Vysočina)             | Třebíč              | Vysočina            |
| Zahrádky (Liberec)              | Česká Lípa          | Liberec             |
| Zahrádky (Boemia meridionale)   | Jindřichův Hradec   | Boemia meridionale  |
| Záchlumí (Plzeň)                | Tachov              | Plzeň               |
| Záchlumí (Pardubice)            | Ústí nad Orlicí     | Pardubice           |
| Zachotín                        | Pelhřimov           | Vysočina            |
| Zachrašťany                     | Hradec Králové      | Hradec Králové      |
| Zaječí                          | Břeclav             | Moravia meridionale |
| Zaječice                        | Chrudim             | Pardubice           |
| Zaječov                         | Beroun              | Boemia centrale     |
| Zájezd                          | Kladno              | Boemia centrale     |
| Zájezdec                        | Chrudim             | Pardubice           |
| Zajíčkov                        | Pelhřimov           | Vysočina            |
| Zákolany                        | Kladno              | Boemia centrale     |
| Zakřany                         | Brno-venkov         | Moravia meridionale |
| Zákupy                          | Česká Lípa          | Liberec             |
| Zálesí                          | Znojmo              | Moravia meridionale |
| Zálesná Zhoř                    | Brno-venkov         | Moravia meridionale |
| Zalešany                        | Kolín               | Boemia centrale     |
| Zálezlice                       | Mělník              | Boemia centrale     |
| Zálezly                         | Prachatice          | Boemia meridionale  |
| Zaloňov                         | Náchod              | Hradec Králové      |
| Zálší (Boemia meridionale)      | Tábor               | Boemia meridionale  |
| Zálší (Pardubice)               | Ústí nad Orlicí     | Pardubice           |
| Zalužany                        | Příbram             | Boemia centrale     |
| Záluží (Boemia centrale)        | Beroun              | Boemia centrale     |
| Záluží (Ústí nad Labem)         | Litoměřice          | Ústí nad Labem      |
| Zálužice                        | Louny               | Ústí nad Labem      |
| Záměl                           | Rychnov nad Kněžnou | Hradec Králové      |
| Zámostí-Blata                   | Jičín               | Hradec Králové      |
| Zámrsk                          | Ústí nad Orlicí     | Pardubice           |
| Zámrsky                         | Přerov              | Olomouc             |
| Zápy                            | Praha-východ        | Boemia centrale     |
| Zárubice                        | Třebíč              | Vysočina            |
| Záryby                          | Praha-východ        | Boemia centrale     |
| Zářecká Lhota                   | Ústí nad Orlicí     | Pardubice           |
| Zářičí                          | Kroměříž            | Zlín                |
| Zásada                          | Jablonec nad Nisou  | Liberec             |
| Zásmuky                         | Kolín               | Boemia centrale     |
| Zastávka                        | Brno-venkov         | Moravia meridionale |
| Zástřizly                       | Kroměříž            | Zlín                |
| Zašovice                        | Třebíč              | Vysočina            |
| Zašová                          | Vsetín              | Zlín                |
| Zátor                           | Bruntál             | Moravia-Slesia      |
| Závada (Repubblica Ceca)        | Opava               | Moravia-Slesia      |
| Zavidov                         | Rakovník            | Boemia centrale     |
| Závist                          | Blansko             | Moravia meridionale |
| Závišice                        | Nový Jičín          | Moravia-Slesia      |
| Zavlekov                        | Klatovy             | Plzeň               |
| Závraty                         | České Budějovice    | Boemia meridionale  |
| Zbečno                          | Rakovník            | Boemia centrale     |
| Zbelítov                        | Písek               | Boemia meridionale  |
| Zbenice                         | Příbram             | Boemia centrale     |
| Zběšičky                        | Písek               | Boemia meridionale  |
| Zbilidy                         | Jihlava             | Vysočina            |
| Zbinohy                         | Jihlava             | Vysočina            |
| Zbiroh                          | Rokycany            | Plzeň               |
| Zbizuby                         | Kutná Hora          | Boemia centrale     |
| Zblovice                        | Znojmo              | Moravia meridionale |
| Zborov (Repubblica Ceca)        | Šumperk             | Olomouc             |
| Zborovice                       | Kroměříž            | Zlín                |
| Zborovy                         | Klatovy             | Plzeň               |
| Zbožíčko                        | Nymburk             | Boemia centrale     |
| Zbraslav                        | Brno-venkov         | Moravia meridionale |
| Zbraslavec                      | Blansko             | Moravia meridionale |
| Zbraslavice                     | Kutná Hora          | Boemia centrale     |
| Zbrašín                         | Louny               | Ústí nad Labem      |
| Zbůch                           | Plzeň-sever         | Plzeň               |
| Zbuzany                         | Praha-západ         | Boemia centrale     |
| Zbyslavice                      | Ostrava             | Moravia-Slesia      |
| Zbýšov                          | Brno-venkov         | Moravia meridionale |
| Zbýšov (Boemia centrale)        | Kutná Hora          | Boemia centrale     |
| Zbýšov (Vyškov)                 | Vyškov              | Moravia meridionale |
| Zbytiny                         | Prachatice          | Boemia meridionale  |
| Zděchov                         | Vsetín              | Zlín                |
| Zdechovice (Pardubice)          | Pardubice           | Pardubice           |
| Zdechovice (Hradec Králové)     | Hradec Králové      | Hradec Králové      |
| Zdelov                          | Rychnov nad Kněžnou | Hradec Králové      |
| Zdemyslice                      | Plzeň-jih           | Plzeň               |
| Zdeňkov                         | Jihlava             | Vysočina            |
| Zderaz                          | Chrudim             | Pardubice           |
| Zdětín (Boemia centrale)        | Mladá Boleslav      | Boemia centrale     |
| Zdětín (Olomouc)                | Prostějov           | Olomouc             |
| Zdiby                           | Praha-východ        | Boemia centrale     |
| Zdice                           | Beroun              | Boemia centrale     |
| Zdíkov                          | Prachatice          | Boemia meridionale  |
| Zdislava                        | Liberec             | Liberec             |
| Zdislavice                      | Benešov             | Boemia centrale     |
| Zdobín                          | Trutnov             | Hradec Králové      |
| Zdobnice                        | Rychnov nad Kněžnou | Hradec Králové      |
| Zdounky                         | Kroměříž            | Zlín                |
| Zduchovice                      | Příbram             | Boemia centrale     |
| Zelená Hora                     | Vyškov              | Moravia meridionale |
| Zelenecká Lhota                 | Jičín               | Hradec Králové      |
| Zeleneč                         | Praha-východ        | Boemia centrale     |
| Zemětice                        | Plzeň-jih           | Plzeň               |
| Zhoř (Vysočina)                 | Jihlava             | Vysočina            |
| Zhoř (Boemia meridionale)       | Písek               | Boemia meridionale  |
| Zhoř (Moravia meridionale)      | Brno-venkov         | Moravia meridionale |
| Zhoř (Plzeň)                    | Tachov              | Plzeň               |
| Zhoř u Mladé Vožice             | Tábor               | Boemia meridionale  |
| Zhoř u Tábora                   | Tábor               | Boemia meridionale  |
| Zhořec                          | Pelhřimov           | Vysočina            |
| Zichovec                        | Kladno              | Boemia centrale     |
| Zlámanec                        | Uherské Hradiště    | Zlín                |
| Zlatá                           | Praha-východ        | Boemia centrale     |
| Zlatá Koruna                    | Český Krumlov       | Boemia meridionale  |
| Zlatá Olešnice (Liberec)        | Jablonec nad Nisou  | Liberec             |
| Zlatá Olešnice (Hradec Králové) | Trutnov             | Hradec Králové      |
| Zlaté Hory                      | Jeseník             | Olomouc             |
| Zlátenka                        | Pelhřimov           | Vysočina            |
| Zlatníky-Hodkovice              | Praha-západ         | Boemia centrale     |
| Zlechov                         | Uherské Hradiště    | Zlín                |
| Zlín                            | Zlín                | Zlín                |
| Zliv                            | České Budějovice    | Boemia meridionale  |
| Zlobice                         | Kroměříž            | Zlín                |
| Zlončice                        | Mělník              | Boemia centrale     |
| Zlonice                         | Kladno              | Boemia centrale     |
| Zlonín                          | Praha-východ        | Boemia centrale     |
| Zlosyň                          | Mělník              | Boemia centrale     |
| Zlukov                          | Tábor               | Boemia meridionale  |
| Znětínek                        | Žďár nad Sázavou    | Vysočina            |
| Znojmo                          | Znojmo              | Moravia meridionale |
| Zruč nad Sázavou                | Kutná Hora          | Boemia centrale     |
| Zruč-Senec                      | Plzeň-sever         | Plzeň               |
| Zubčice                         | Český Krumlov       | Boemia meridionale  |
| Zubrnice                        | Ústí nad Labem      | Ústí nad Labem      |
| Zubří                           | Vsetín              | Zlín                |
| Zubří (Vysočina)                | Žďár nad Sázavou    | Vysočina            |
| Zvánovice                       | Praha-východ        | Boemia centrale     |
| Zvěrkovice                      | Třebíč              | Vysočina            |
| Zvěrotice                       | Tábor               | Boemia meridionale  |
| Zvěřínek                        | Nymburk             | Boemia centrale     |
| Zvěstov                         | Benešov             | Boemia centrale     |
| Zvěstovice                      | Havlíčkův Brod      | Vysočina            |
| Zvíkov (České Budějovice)       | České Budějovice    | Boemia meridionale  |
| Zvíkov (Český Krumlov)          | Český Krumlov       | Boemia meridionale  |
| Zvíkovec                        | Rokycany            | Plzeň               |
| Zvíkovské Podhradí              | Písek               | Boemia meridionale  |
| Zvole (Boemia centrale)         | Praha-západ         | Boemia centrale     |
| Zvole (Vysočina)                | Žďár nad Sázavou    | Vysočina            |
| Zvole (Olomouc)                 | Šumperk             | Olomouc             |
| Zvoleněves                      | Kladno              | Boemia centrale     |
| Zvolenovice                     | Jihlava             | Vysočina            |
| Zvotoky                         | Strakonice          | Boemia meridionale  |